# 静岡県道34号島田吉田線
静岡県道34号島田吉田線（しずおかけんどう34ごう しまだよしだせん）は、静岡県島田市から榛原郡吉田町に至る県道（主要地方道）である。

## 概要
島田市中心部と大井川の対岸にある同市初倉地区および榛原郡吉田町を接続している。はばたき橋および取付区間も島田吉田線に指定されているため記述する。
島田市向島町から本通り7丁目交差点までは旧東海道。それより先は川崎街道と呼ばれていた（旧川崎町に通じることから）が、現在は東海道本線の川崎街道踏切に名を残す程度である。

### 路線データ
- 起点：島田市稲荷（島田高校入口交差点、静岡県道381号島田岡部線交点）
- 終点：榛原郡吉田町片岡（国道150号交点）
- 陸上距離 : 19.7 km

## 歴史
- 1993年（平成5年）5月11日 - 建設省から、県道島田吉田線が島田吉田線として主要地方道に指定される[1]。

## 路線状況

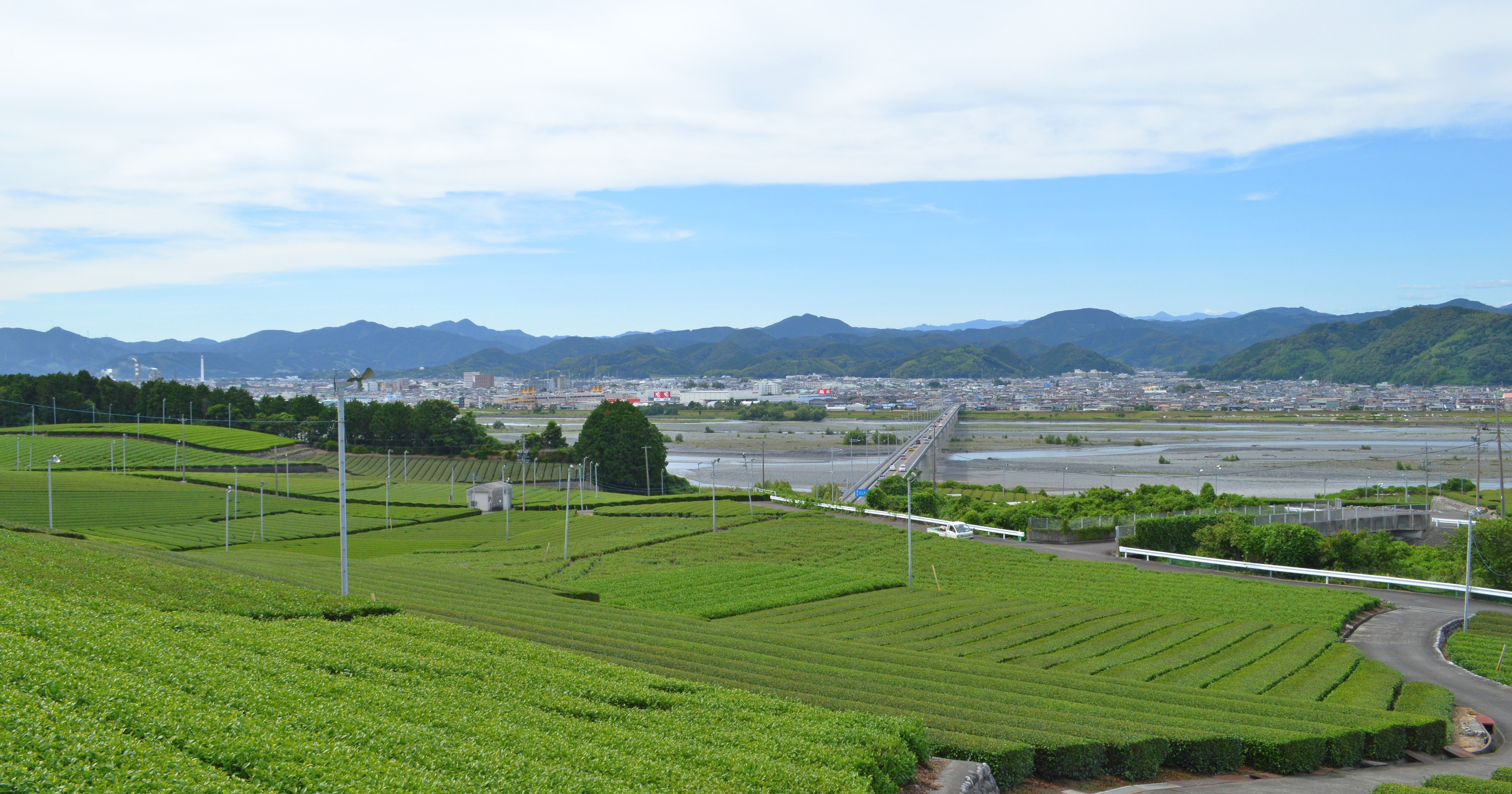
牧之原台地から望む大井川と島田市の市街地。中央やや右の橋は島田大橋。

### 谷口橋
島田市道悦島と同市阪本を結ぶ大井川にかかるコンクリート橋。1957年架橋。長さ722.7m。

### バイパス
島田市旭から国道150号までの全長8.8 km。船木交差点までは旧道の西側を通っている。
- 1974年 - 事業化
- 1990年 - 第I期区間（島田市船木 - 東名吉田IC間1.5 km、片側2車線）開通
- 1994年7月26日[3] - 第II期区間（島田大橋を含む2.4 km）供用開始
- 2008年10月7日 - 神戸工区（吉田IC以南の1.1 km）供用開始。
- 2009年3月2日 - 第III期区間阪本工区（初倉消防東交差点までの1.6 km）供用開始
- 2010年9月29日 - 第III期区間船木工区（船木交差点までの1.0 km）が開通
- 2014年11月11日 - 片岡工区（国道150号までの1.2 km）が供用開始[4]

#### 島田大橋

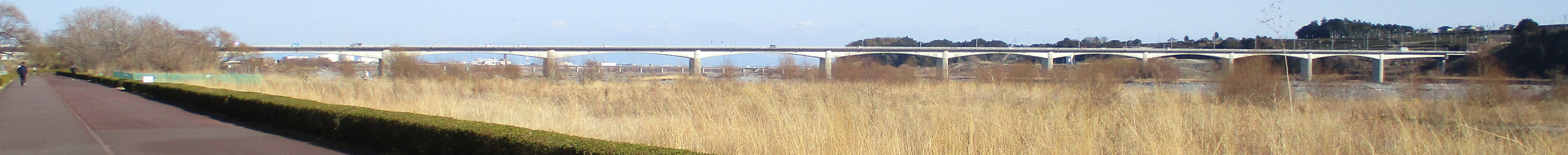
蓬莱橋のたもとから撮影した島田大橋。奥には谷口橋も映っている。2021年2月撮影。

島田市旭と同市阪本を結ぶコンクリート橋。谷口橋の混雑解消のため建設された。1994年供用開始。長さ942.5m。

### はばたき橋
島田市中河と焼津市上泉を結ぶはばたき橋は東名高速道路を挟んで下流にある国道150号富士見橋の渋滞緩和と富士山静岡空港へのアクセス向上のために建設された。橋および取付道路（島田吉田線本線との交点である井口交差点から焼津市道0105線交点までの3,663m）は島田吉田線の支線に指定されている。焼津市道0105線以東は焼津市道および藤枝市道となっている（志太中央幹線）。島田市側は延長上に吉田大東線（南原工区）バイパスが整備中である。
当初は2010年（平成22年）3月15日開通予定で橋脚自体は完成していたが、右岸（島田市側）取付道路の土地取得が難航、3年余を経た2013年8月3日に開通した。
- 1999年度：大井川新橋工区・中河工区事業着手
- 2001年10月：橋梁部工事着手
- 2002年度：上泉工区事業着手
- 2007年度：上泉工区工事完了
- 2009年11月：公募により「はばたき橋」の名称が決定[12]
- 2010年3月：橋梁部完成
- 2011年11月：県が土地収用法に基づき未買収用地の所有権を獲得[13]
- 2012年10月-2013年1月：行政代執行[14]
- 2013年度：中河工区工事完了
- 2013年8月3日：供用開始

### 重複区間
- 静岡県道64号島田川根線（島田市向島町・大善寺前交差点 - 島田市本通・本通り2丁目交差点）
- 静岡県道342号河原大井川港線（島田市高島町・高島町交差点 - 島田市道悦島・谷口橋北交差点）
- 静岡県道230号住吉金谷線（島田市阪本・色尾南交差点 - 島田市阪本）

## 地理

### 通過する自治体
- 島田市
- 榛原郡吉田町
- 焼津市（はばたき大橋）

### 交差する道路
- 静岡県道381号島田岡部線（島田市稲荷・島田高校入口交差点、起点）
- 静岡県道64号島田川根線（島田市向島町・大善寺前交差点）
- 静岡県道55号島田停車場線（島田市本通・本通り2丁目交差点）
- 静岡県道34号島田吉田線 旧道（島田市旭・旭一丁目交差点）
- 静岡県道230号住吉金谷線（島田市阪本・初倉消防東交差点）
- 静岡県道34号島田吉田線 旧道（島田市船木・船木交差点）島田市井口
- 静岡県道34号島田吉田線 はばたき大橋（島田市井口・井口交差点）
- E1 東名高速道路 吉田IC（榛原郡吉田町神戸）
- 静岡県道79号吉田大東線（榛原郡吉田町神戸）
- 静岡県道230号住吉金谷線（島田市阪本）
- 国道150号（榛原郡吉田町片岡、終点）

旧道
- 静岡県道34号島田吉田線（島田市旭・旭一丁目交差点）
- 静岡県道342号河原大井川港線（島田市高島町・高島町交差点 - 島田市道悦島・谷口橋北交差点）
- 静岡県道230号住吉金谷線（島田市阪本・色尾南交差点）
- 静岡県道34号島田吉田線（島田市船木・船木交差点）

はばたき大橋
- 静岡県道34号島田吉田線（島田市井口・井口交差点）
- （東名高速道路 大井川焼津藤枝スマートインターチェンジ）（焼津市上泉、インターチェンジには市道経由）